# Эсташия де Руси

Графство Руси на карте Франции 12 века

Эсташия де Руси (Eustachie de Roucy) (ок. 1170—1208/11) — графиня Руси с 1200.
Дочь Гискара де Руси и Элизабет де Марёйль.
В 1180 или в начале 1181 года вышла замуж за Роберта, сеньора де Пьерпона. Дети:
- Жан II де Пьерпон (убит в 1251), граф Руси
- Гелисенда, упом. 1192
- Аликс, упом. 1208.
- Елизавета де Пьерпон, жена Роберта де Куси, сеньора де Пинона.

В 1200 году, после смерти братьев, унаследовала графство Руси. В том же году овдовевшая к тому времени Эсташия вышла замуж за Ангеррана III де Куси, который называет себя графом Руси в документе 1202 года: «Ingelrannus de Couciaco comes Rociaci».
Французский историк XVII века Андре Дюшен утверждает, что Ангерран III де Куси был в тот период женат на Беатрисе де Виньори, вдове Жана I де Руси, и потому называет себя графом. Однако в документе 1200 года женой Ангеррана III названа Эсташия: «Ingelrannus dominus Cociaci» (Ангерран сеньор Куси) подтвердил право собственности церкви Лана в присутствии «uxore mea Eustachia, et fratribus meis Thoma et Roberto» (жены моей Эсташии и братьев моих Тома и Роберта).
Не позднее 1204 года Ангерран и Эсташия развелись, и в документе 1208 она называет себя графиней Руси: «Eustachia comitissa Rosceii».
Эсташия де Руси умерла между 1208 и 1211 годами (по данным генеалогических сайтов — в 1221 г.). Ей наследовал старший сын — Жан II де Пьерпон, основавший таким образом новую династию.